# Distretto di Antananarivo Atsimondrano
Il distretto di Antananarivo Atsimondrano è un distretto del Madagascar situato nella regione di Analamanga. 
La popolazione del distretto è di 554 478 abitanti (censimento 2011).